# Dertosa

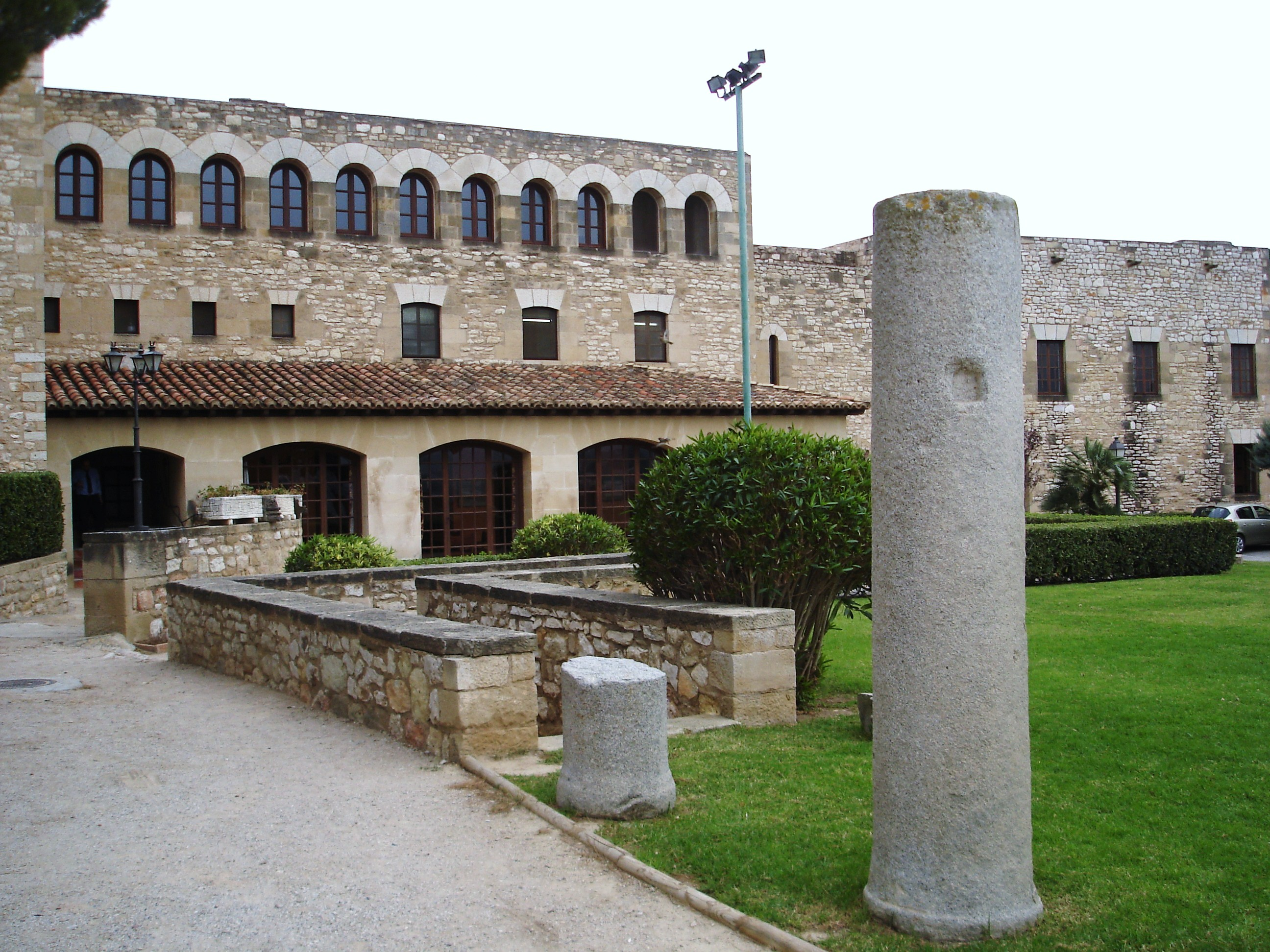
Columnas graníticas conservadas en los jardines del Castillo de la Zuda de Tortosa.

Dertosa es el nombre de una ciudad de la Hispania romana que corresponde a la actual ciudad de Tortosa. La localidad conserva una importante colección epigráfica, muchas de sus inscripciones fueron registradas por Emil Hübner y recogidas en el Corpus Inscriptionum Latinarum II, y restos arqueológicos como columnas graníticas, conservadas en el exterior del castillo de San Juan o de la Zuda, o restos cerámicos custodiados dentro de la colección museográfica del Ayuntamiento de Tortosa. La catedral de Tortosa, que según todos los indicios ocupa el emplazamiento del forum, conserva dos inscripciones en los subterráneos del refectorio visitables desde diciembre del 2007. Otras inscripciones todavía permanecen reaprovechadas como elementos de construcción sea en casas como la de la calle Ciudad número 10, en el anexo del palacio episcopal gótico o en el castillo de la Zuda.
Dertosa se clasifica como una ciudad del tipo medio-pequeña, no más de 12 Ha, como Bárcino. Muy lejos de los 70 u 80 Ha de extensión de Tarraco. A partir de la numismática se sabe que en época de César Tortosa se convierte en municipium. Dertosa fue una ciudad comercial, aspecto determinado por su configuración geográfica junto al río Ebro: puerto marítimo y fluvial. Se encuentra el nombre de Dertosam o Dertosa en los cuatro vasos Apolinares (o de Vicarello) formando parte de la vía Augusta entre INTIBILIM (¿Traiguera?) al sur y SUBSALTUM al norte, camino de Tarraco. Un tramo de la calzada romana es visitable en la localidad de el Perelló a 30 kilómetros de la ciudad.
En la vecina localidad de Bítem se localizó en 1910 la villa romana de Barrugat y en el límite del término, en la finca agrícola de la Palma, ya en el municipio de La Aldea (antigua pedanía de Tortosa), se localizó en 2007 un gran campamento romano de la segunda guerra púnica. Otro yacimiento romano es el de la villa de Casa Blanca un asentamiento rural de los siglos I al V d. C. situado en el margen derecho del Ebro, en el término de Jesús, población adscrita a Tortosa.
La localizada junto a la torre de la Carrova (Amposta) y la descubierta en Ribarroja de Ebro completan la localización de antiguas villas conocidas en el valle del Ebro de Cataluña.
Mención aparte merece citar las canteras de la Cinta, próximas a la ciudad y explotadas desde los tiempos de los romanos. El mármol o jaspe de Tortosa, como se conoce comúnmente, se encuentra en construcciones dentro y fuera de España, especialmente en Génova y Roma donde se le conoce como brocatello di Spagna.

## Arqueología
Las excavaciones arqueológicas frente a la catedral dejaron al descubierto durante el  verano de 2016 una muralla romana del siglo III de más de 40 metros de longitud (y de 2,45/2,80 m de ancho construida con la técnica del opus africanum, por su cara exterior) y una plaza alto imperial que junto al podio encontrado en la adyacente Hospitalidad de Lourdes (2013), correspondiente a un templo, situarían en  este lugar el foro. En dichas excavaciones también afloró una factoría de garum  (s. V), las murallas del siglo XIV ganando espacio al río, los restos de una casa del siglo XVI o vestigios de la antigua Turtusha. En 2019 los trabajos han continuado –durante un tiempo– con la finalidad de construir la nueva plaza frente a la catedral y en febrero de 2020, en el recinto del antiguo Balneario de D. Manuel Porcar, medio kilómetro al norte de la Seo, se localizaba un mausoleo de planta rectangular (siglo IV d. C.) que podría indicar la ubicación de la necrópolis de Dertosa.
Anteriormente se excavó un gran edificio del s.I-II d. C. en la calle de San Felipe Neri (2009); la necrópolis romana de la calle Montcada, donde hoy se levanta el edificio de las delegaciones de la Generalidad de Cataluña, o la plaza de la Cinta, en los años ochenta.

## Epigrafía

### Lápida funeraria de la barca o de Porcia Euphrosyne

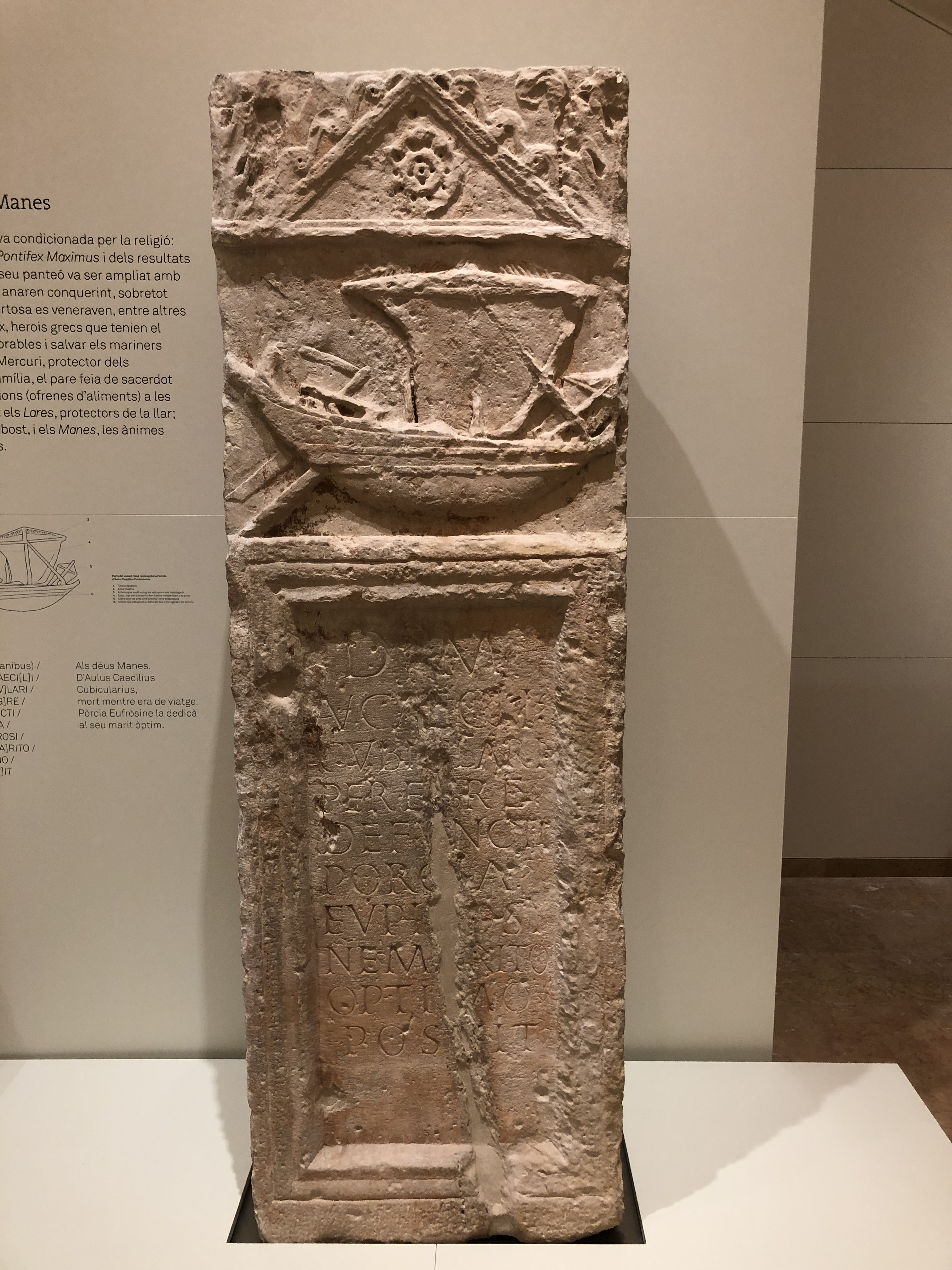
Lápida funeraria de la barca.

Esta lápida funeraria recopilada por Emil Hübner (1834-1901) con el número 4065 fue recuperada en 1986 instalándose una copia en el emplazamiento que ocupaba ya en el siglo XVII: las murallas del castillo de la Zuda. Sin ninguna duda es la estela funeraria romana más bella de España y existen copias en otros museos como el Museo Marítimo de Barcelona. La original forma parte de la colección permanente del Museo de Tortosa y fue restaurada en 2012. Mide 186 x 63 x 42 cm. La inscripción bajo el relieve de la barca -una corbita- dice:

D(iis) M(anibus) / AV(li) CAECILI / CVBICLARI / PEREGRE / DEFVNCTI / PORC[I]A EVPH[R]OSY/NE M[A]RITO / OPTIMO / POS[V]IT

También se encontraba en el castillo de la Zuda la siguiente inscripción que los compañeros herculanos (sodales herculani) le dedican a Marco Salustio Félix muerto en el extranjero (peregre defuncto): M(arco) SALLVSTIO / FELICI PEREG / RE DEFVNCTO / SODALES / HERCVLANI

### Inscripciones depositadas en la iglesia de Santo Domingo
La antigua iglesia de Santo Domingo forma parte del conjunto de los Reales Colegios y fue la sede del Museo de Tortosa desde 1910 hasta 1997. Reconvertida ahora en salón noble de la ciudad y centro de interpretación del Renacimiento en la actualidad hay depositadas 4 inscripciones romanas. Se transcriben a continuación: 

L(ucio) MVNNIO / L(uci) F(ilio) GAL(eria) / PLACIDO / ĪĪVIR(o) FLAMINI / ROM(ae) ET AVG(usti) / EX·TESTAM(ento) / PORCIA L(uci) F(ilia) / PLACIDA M(arito)

Localizada el año 1900 en las unas excavaciones junto a la catedral. En ella se dice: A Lucio Munio Plácido hijo de Lucio, de la Tribu Galeria, duumviro, flamen de Roma y de Augusto (lo erigió su mujer) Porcia Plácida por disposición testamentaria.

L·MVNNIO·L·F / GAL·PLACIDO / ĪĪVIR·FLAMINI / ROM·ET·AVG / L·MVNNIVS / PLACIDVS·EX / TEST·PATRIS

Localizada junto a la anterior en ella se dice A Lucio Munio Plácido hijo de Lucio, de la Tribu Galeria, duumviro, flamen de Roma y de Augusto. Lucio M. Plácido (su hijo) erigió esta lápida por disposición testamentaria de sus padres.

M(arco) AELIO M(arci) F(ilio) / GAL(eria) GRACILI / QVAESTORI LEG(ato) / AVGVSTI / DERTOSANI PATRONO

Localizada junto a la catedral, en la calle cuesta de Capellans, dice así: A Marco Aelio Grácili, hijo de Marco, de la Tribu Galeria, cuestor y legado augustal. Los dertosenses (dedican esta lápida) a su patrón.
La cuarta inscripción proviene de la desaparecida iglesia de San Nicolás del barrio de Remolinos de Tortosa. Dedicada a Caio Cassio Nigro, hijo de Caio, de la tribu Galeria a quien le dedica Caio Cassius Avitus: C(aio) CASSIO C(ai) F(ilio)/ GAL(eria) NIGRO / C(aius) CASSIVS AVITVS / PATRI OMNIBVS / HONORIBVS / FVNCTO DE SVA / PECVNIA / POSVIT

### Otras inscripciones de la colección museográfica municipal
Inscripción procedente de la casa del canónigo Navás junto a la catedral de Tortosa. Conservada parcialmente forma parte de la colección permanente del Museo de Tortosa y en ella se puede leer:
D(is) M(anibus) / L(ucius) NVMISIVS LIB/ERALIS MIL(es)/ CL(assis) PR(raetoriae) RAVENN(atis)/ III MART(e) STIP(endiorum) XIII / NAT(ione) CVRSICAN(us) / M(arcus) DID[IVS POL/IO HERES TE COM / MAN NVP TE GELLIA / EXCITATA] [...], es decir, a los dioses Manes de Lucio Numisius Liberalis, soldado de la armada pretoriana de Rávena, del trirreme Marte, XIII años de servicios, de nacionalidad corsa (cursicanus). Por disposición testamentaria (le dedica) Marco Didius Polio, heredero y commanipular (soldado/compañero del mismo manípulo) y su mujer Gellia Excitata.

### Inscripciones edificio calle Ciudad número 10-Oliver 2
MERCVRIo / AVG(usto) / SACRVM / P(ublius) CORNELIVS / FRONTINVS / SEVIR AVG(ustalis) / D.S.F.C

Inscripción votiva situada en la calle Ciudad número 10. Las iniciales finales prácticamente no son visibles actualmente y existen dudas sobre su identificación pues podría en realidad poner: P(ecunia) S(ua) P(osuit). Traducción: Consagrado al dios Mercurio Augusto (le dedicó) Publius Cornelius Frontinus sevir augustal.

THEOPOMPO / SEVIRO AVG(ustali) PRIMo / AEDILICI IVRIS / IN PERPETVVM

Inscripción en la calle Ciudad. A Theopompo, sevir augustal primero, perpetuo de derecho edilicio.

IMP(eratori) CAES(ari) DIVI / HADRIANI FIL(io) / DIVI TRAIANI PART(hici) N(epoti) / DIVI NERVAE PRON(epoti) / T(ito) AELIO HADRIANO / ANTONINO AVG PIO / TR(ibunicia) POT(estate) COS (abrev. de consuli) DES(ignato) ĪĪ / R(es) P(ublica) DERTOS(anorum) / CVRANTE LEGATO / M BAEBIO CRASSO F(uncto) / LEGATIONE GRATVIT[a]

Situada en la calle Oliver esquina con la calle Ciudad cita al emperador Antonino Pío (138-161). Marco Baebio Crasso enviado como embajador ante el emperador Antonino Pío para resolver problemas de su ciudad, tendrá que pagarse personalmente los gastos que eso supuso.
En la tercera inscripción situada en la calle Ciudad número 10, aunque mutilada en todo su lado derecho se puede leer:
M(arco) PORCIO M(arci) [F GAL] / TERENTIA[NO]/ HVIC VNIVERSV[S] [ORDO] / AEDILICIOS ET DV(umvi)/RALES HONOR(es) DE[CREVIT] / M(arcus) PORCIVS THEOP[OMPUS?] / PATER

### Inscripciones catedral de Santa María
Situadas en el lateral norte de la fachada principal y actualmente sustituidas por copias (los originales, realizados con jaspe de Tortosa, se encuentran en la exposición permanente catedralicia).

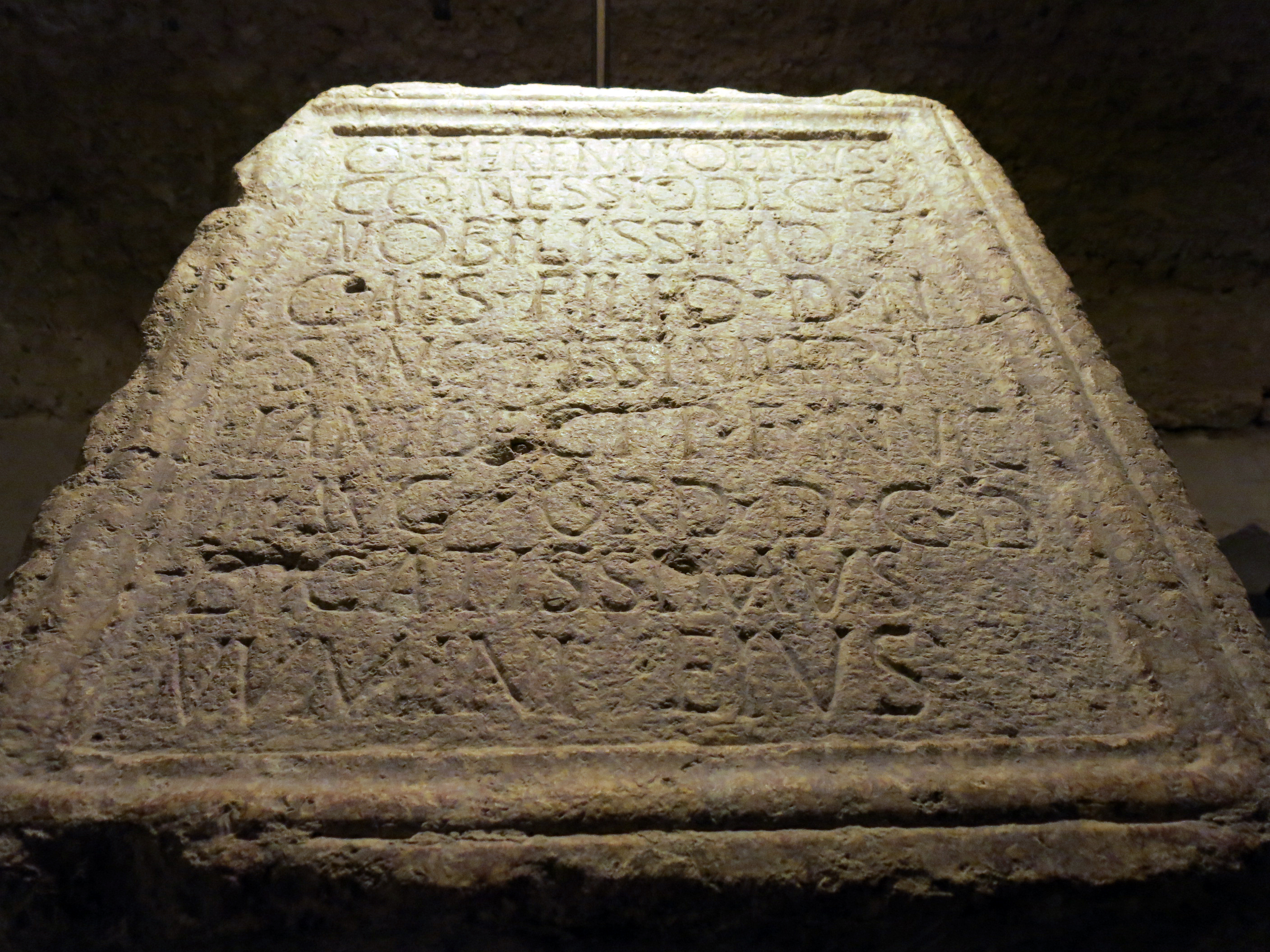
Inscripción romana CIL II 4058 = CIL II^{2}-1 788 = AE 2009, 670: Q(uinto) Herennio Etrus/co Messio Decio / nobilissimo / Caes(ari) filio d(omini) n(ostri) / sanctissimi Tra/iani Deci P(ii) F(elicis) Invic/ti Aug(usti) ord(o) d(ecurionum) c D(ertosanae) / dicatissimus / numini eius}}

La primera -71 x 59,5 x 49 cm- está dedicada por los decuriones de la ciudad a Herenio Etrusco (Quintus Herennio Etrusco Mesio Decio), hijo del emperador Decio:
Q(uinto) HERENNIO ETRVS/CO MESSIO DECIO / NOBILISSIMO / CAES(ari) FILIO D(omini) N(ostri) / SANCTISSIMI TRA/IANI DECI P(ii) F(elicis) INVIC/TI AVG(usti) ORD(o) D(ecurionum) C(ivitatis) D(ertosanae) / DICATISSIMVS / NVMINI EIVS
La segunda -s. I-II d. C.; 70 x 60 x 79 cm- citada por Cristòfor Despuig (Coloquio IV) dice:
P(ublio) VAL(erio) DIONISIO VĪ VIR(o) AVG(ustali) / CVI ORD(o) DERTOSAI / OB MERITA EIVS / AEDILIC HONORES / DECREVIT / P(ublius) VAL(erius) PARDVS LIB(ertus) / VĪ VIR AVG(ustalis) / PATRONO OPTIMO; es decir está dedicada a Publio Valerio Dionisio sevir augustal, éste de la orden de Dertosa por sus méritos le han decretado honores de edil. Publius Valerius Pardus que es liberto, sevir augustal (le dedica) al mejor patrón.

### Inscripción Mianes (Vinallop)
Inscripción funeraria localizada en mayo de 1984 en el sector de Mianes, en el margen derecho del Ebro, en el término municipal de Tortosa.
C(aius) PORCIVS / SERANVS / EDEBENSIS / ANN(orum) XXXVI / H(ic) S(itus) E(st); es decir, Caius Porcius Seranus, edebés de 36 años. Aquí está enterrado.

### Inscripción partida del Fondo (Campredó)
Inscripción funeraria localizada en 1987: D(iis) M(anibus) / IVL(ii) LVPI VĪ VIR(i) / AVG(ustalis) IVLIA NYM / PHIDIA PATRO / NO / INDULGE[N] / TISSIMO B(ene) M(erenti); es decir, a los dioses Manes de Iulius Lupus, sevir augustal. Iulia Nymphidia a su patrón indulgentísimo que bien lo merecía.

### Inscripción edificio anexo palacio episcopal gótico
Se encuentra en la fachada de esta construcción, frente a la catedral pero demasiado alta para apreciarse de ella desde el suelo. Fue localizada a finales de 1997 e inspeccionada con motivo de unas obras en 1998.
L(ucio)·VALERIO·S(E) /VER·O·AN(norum) XXXX[---] / POMPEIA·CA[---] HCE (?) [---]; por lo que se puede interpretar así: Lucio Valerio Sever, de cuarenta(...) años (le dedicó) Pompeia Ca(...).
Bibliog. Nous Col·loquis III. Centre d'Estudis Francesc Martorell. Tortosa 1999, pág. 37.

## Numismática
A mitad siglo I a. C. (hacia el año 45 a. C.) la ceca de Tortosa acuñaba moneda: ases y semis. En el anverso de las piezas hay un barco de mar y en el reverso una embarcación de río con las inscripciones MVN HIBERA IVLIA y ILERCAVONIA respectivamente. Más tarde en la época de Tiberio (14-37 d. C.) aparece una nueva emisión de ases con el barco y la leyenda MHI ILERCAVONIA-DERT al reverso y la cabeza laureada del emperador (mirando hacia la derecha) con la leyenda TI CAESAR DIVI AVG F AVGVSTVS en el anverso. En los semis el nombre de la ciudad figura en el anverso (DERT M H) y el reverso ILERCAVONIA con las representaciones del barco y un delfín.
Existen algunas monedas de Dertosa en la colección numismática del Museo Nacional de Arte de Cataluña, en el Museo Nacional de Arqueología Subacuática de Cartagena y en el departamento de Monedas, medallas y antigüedades de la Biblioteca Nacional de Francia (BnF). El Museo de Tortosa también exhibe alguna muestra en su colección permanente.